# Куряжский Преображенский монастырь

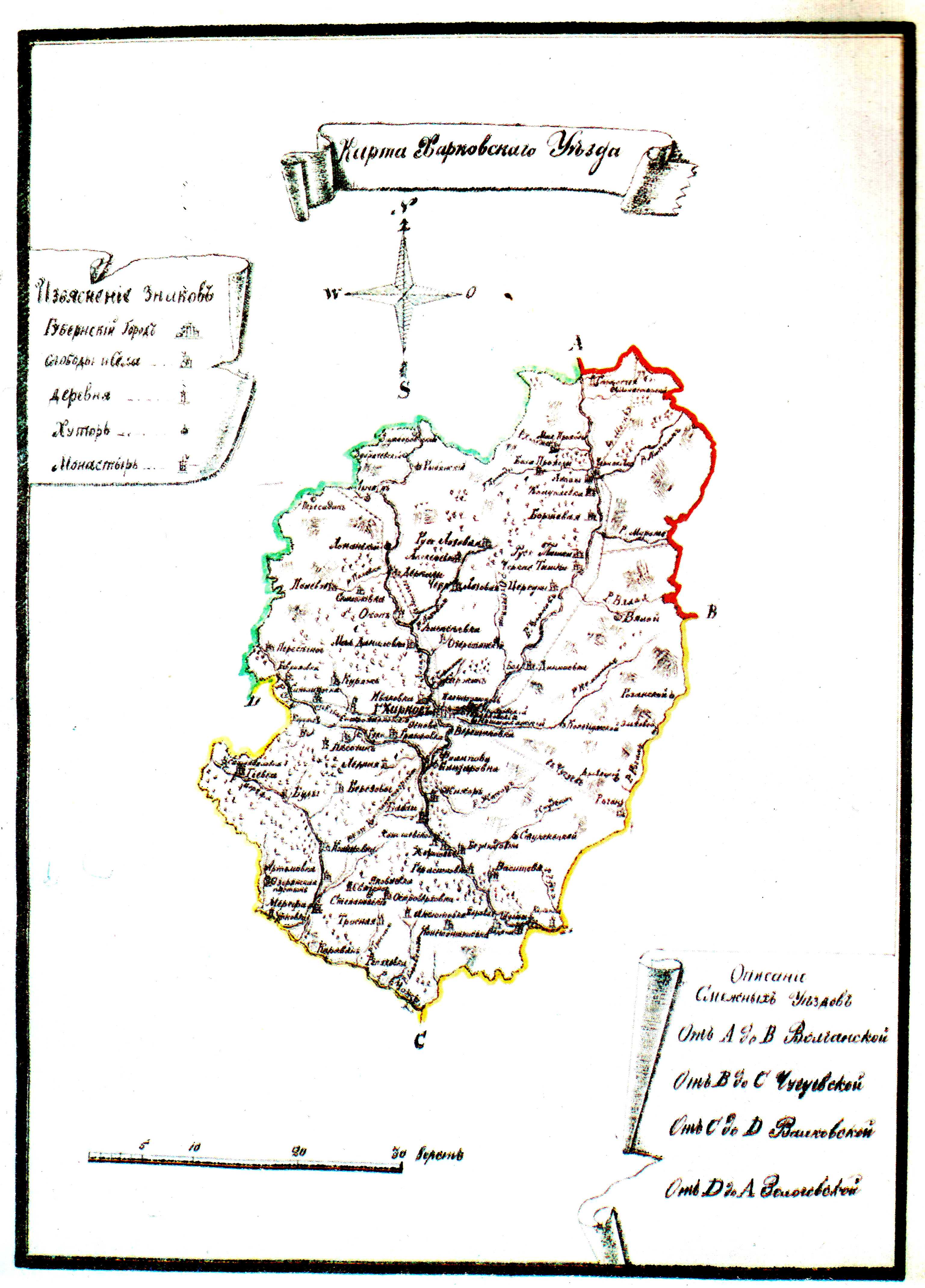
Куряжский монастырь на карте Харьковского уезда, 1788 год

Ку́ряжский Староха́рьковский Преображе́нский монасты́рь — мужской общежительный монастырь Русской православной церкви в Куряже Харьковской губернии; ныне посёлок По́дворки Дергачёвского района Харьковской области в 10 км от Харькова. Основан в 1673 году, упразднён в 1917 году.

## История
Основан 28 апреля 1673 года тогдашним харьковским полковником Григорием Донцом на пути от Харькова к Полтаве и Сумам в живописной местности, где бьют природные ключи, окружённой садами и дремучими дубовыми лесами, на левом, высоком берегу реки Куряж, в восьми верстах от Харькова, на месте пасеки.
Монастырь впоследствии был назван Старохарьковским, поскольку являлся по дате основания самым старым монастырём в окрестностях Харькова (Покровский, Хорошевский, Озерянский монастыри были открыты позднее).
Своё название монастырь получил по прозванию некоего Алексея Куряжскаго, пасека которого стояла на том месте; земли приобретены у Куряжского Белашем Тенетевским за 150 грошей и впоследствии проданы полковнику Донцу под монастырь за 200 злотых и водяную мельницу на реке Харькове.
В 1663-1673 годах на правом берегу реки Куряж был основан на землях монастыря хутор, который назывался то Куряж, то Подмонастырские подворки, или просто Подворки.
Монастырю были отведены окрестные земли и угодья, в основном вдоль балки Куряж до реки Уды; но вначале монастырь существовал на пожертвования полковников Харьковскаго Слободского козачьего полка.
Первым пожертвованием монастырю от Григория Донца были купленная у Балаша пасека с пчёлами, сто овец и волов, для обработки земли — плуг.
В 1678 году тот же харьковский полковник Донец, Григорий Ерофеевич отобрал земли у двух мельников — Льва Жигалки и Емельяна — возле "речки Люботинки в дачах слободы Люботин, заподозренных в восстании против власти", и передал эти земельные участки Куряжскому монастырю.
4 апреля 1687 года грамотой на имя харьковского воеводы Василия Ивановича Сухотина были закреплены эти угодья за Куряжским монастырём. Так в окраинах Люботина появилось монастырское землевладение, которое сохранялось и в XVIII веке. Лишь в XIX веке эти земли были Куряжским монастырём проданы.
Храм великомученика Георгия Победоносца в монастыре был деревянным до 1687 года, каменным же стал в 1709, в год Полтавской битвы. Представлял по типу однонефную базилику в стиле барокко с перекрытой конхой алтарной частью, увенчанной одной главой. Здесь была трапезная. В 1904 году храм был реконструирован. Сохранились остатки основного объёма, которые сегодня признаны памятником истории и архитектуры.
Храм Преображения Господня — главный собор монастыря — вначале деревянный, затем дважды перестраивался (в 1762 и в 1882 г.). Был пятиглавым, затем — трёхглавым. В 1930 году превращён в хозяйственный склад и его главы снесены. В 1939 году была взорвана колокольня.
Место считалось святым, целебным. Из земли куряжской били сразу три больших источника: один называли «глазной водой», второй — от внутренних хворей, а третий по легенде был «женский». «Глазной» источник, по преданию, излечил известного писателя и драматурга Григория Квитку (Основьяненко), который провёл затем в знак благодарности 4 года в послушниках монастыря.
Над природным источником в XVII веке был построен деревянный храм преподобного Онуфрия Великого. На его месте в 1753 году сооружена каменная церковь в стиле барокко. Родник выходит из-под бывшего престола церкви и наполняет колодец под амвоном. Были ещё и малые три источника.
В 1730 году настоятелем в Преображенский монастырь был назначен Иосиф Зинкевич. Человек открытого и решительного характера, он, не будучи в состоянии привести свой монастырь со стороны нравственной в подлежащий порядок, отказался от игуменства, однако с 6 мая 1736 года снова вступил в эту должность.
В 1773 году, в рамках «реформы» Екатерины Второй, монастырь был упразднён.
Однако в 1788 году в Куряж переселяются монахи из закрытого Гороховатского монастыря. Вероятно, монахи продолжали здесь жить, невзирая на закрытие монастыря, что привело к тому, что уже в 1796 году, сразу же после смерти Екатерины Второй, монастырь был восстановлен.
В 1821 году его посещал император Александр I. В 1836 году монастырь был сделан второклассным штатным.

### 1920—2021
После Октябрьской революции монастырь был закрыт (по одним данным, в 1919, по другим — в 1920 году).
В 1923 году в помещениях монастыря была размещена колония для малолетних граждан мужского пола от 13 до 17 лет «Реформаторий имени 7-го ноября». После оглушительного провала воспитательного процесса, построенного на романтических основах самодисциплины, в 1926 году территория была отдана знаменитой колонии имени Горького из-под Полтавы, возглавляемой Антоном Семёновичем Макаренко, одним из четырёх представителей современной педагогики, признаваемых величайшими. Его имя носит соседствующая с колонией улица.
Куряжская исправительная колония стала кузницей профессиональных кадров для рабфаков и университетов Советского Союза, в том числе в области работы с трудными подростками.
В конце 1920-х годов (1928—1930) А. С. Макаренко писал в стенах бывшего Куряжского монастыря известную книгу про перевоспитание детей и подростков «Педагогическая поэма», действие которой в происходит в частности и в бывшем Куряжском монастыре.
В 1920 году, чтобы изгладить память о монастыре Куряж, посёлок был переименован советскими властями в Подворки, поскольку надо было убрать ассоциацию Куряжа с одноимённым известным уже закрытым монастырём; а, начиная с 17 века, «подворками» назывались дворовые хозяйства людей (не монахов) вокруг Куряжского монастыря), что и дало новое название населённому пункту.
От монастырских строений в настоящий момент сохранилось только бывшее административное здание, c сохранившимися на последнем этаже фресками с изображениями ликов святых. Несколько десятилетий назад были обнаружены под зданием старинные подвалы. Существует предание, согласно которому, один из начинающихся здесь подземных ходов ведёт из Куряжа на Холодную гору.

## Первый русский фильм
Первая на территории Российской империи киносъёмка, произведённая её гражданином, осуществлена Альфредом Федецким под названием «Торжественное перенесение чудотворной Озерянской иконы из Куряжского монастыря в Харьков» 30 сентября 1896 года. Это первый документально подтверждённый российский фильм. Более ранней считается только съёмка французом Камиллом Серфом коронации Николая II в мае.

## Святыни
- Озерянская икона Божией Матери. Находилась в монастыре в летнее время; на зиму переносилась в Покровский монастырь Харькова.

Источники :
На бывшей территории монастыря имеется два благоустроенных озера (одно на частной территории) и шесть источников, три из которых — лечебные. Самым большим является целебный источник Онуфрия Великого, перед которым установлен поклонный крест. Все источники питают реку Куряжанку:
— источник, находящийся на месте разрушенного дореволюционного православного храма Онуфрия Великого;
— источник от внутренних болезней, вытекающий из-под современной православной часовни Онуфрия Великого;
— источник от женских болезней (под горой);
— источник от глазных болезней (находится в деревянном колодце);
— источник посередине верхнего пруда (в бетонном колодце);
— источник в русле реки Куряжанки на трассе Р-46 Харьков — Сумы (с резными иконами).
От источника глазных болезней прозрел отрок с Основы, будущий малороссийский писатель Григорий Квитка-Основьяненко,, который в честь своего исцеления пробыл в Куряжском монастыре послушником 4 года.